# حوض‌انبار سیدی
حوض انبارسیدی، اثری تاریخی مربوط به سال ۸۹۰ هجری است که در محدودهٔ شهر تاریخی تون، در جنوب غربی فردوس، بین میدان موسی بن جعفر و میدان گلشن واقع شده‌است. این اثر در تاریخ ۵ تیر ۱۳۸۴ با شمارهٔ ثبت ۱۱۹۹۱ به‌عنوان یکی از آثار ملی ایران به ثبت رسیده‌است.